# Kaapse dolfijn
De Kaapse dolfijn (Delphinus capensis) is een walvisachtige uit de familie der dolfijnen. Net als zijn neef de gewone dolfijn (Delphinus delphis), leeft de Kaapse dolfijn in groepen van 10 tot 500 exemplaren, maar dat kan oplopen tot duizenden. De status van de Kaapse dolfijn als aparte soort wordt betwist.

## Leefgebied
Deze dolfijn komt in vele gematigde en tropische zeeën voor. Hij geeft de voorkeur aan kustwater van minder dan 180 meter diep. De dolfijn komt over het algemeen niet voor rond eilandjes ver weg van het vasteland. Hij leeft van kleine vissen en koppotigen. Ze worden soms gezien in de nabijheid van andere walvissen.

## Kenmerken
De Kaapse dolfijn heeft een donkere rug en een witte buik. Op de flanken is een zandloperpatroon te zien dat vooraan lichtgrijs, geel of goudkleurig is en grijs aan de achterzijde.
Vergeleken met de gewone dolfijn heeft de Kaapse dolfijn een langer lichaam: mannetjes worden zo'n 2 tot 2,6 meter lang, vrouwtjes 1,9 tot 2,3 meter. Kaapse dolfijnen hebben ook een minder ronde kop en de donkere lijn tussen de snuit en buikvinnen is dikker dan bij de gewone dolfijn. In zijn bek zitten in elke kaak 50 tot 60 aaneengekoppelde, scherpe, kleine tanden.
Kaapse dolfijnen wegen meestal tussen 80 en 150 kilogram, af en toe kan dit gaan tot 235 kg.
De dracht van de Kaapse dolfijn duurt 10 à 11 maanden. Pasgeboren kalfjes zijn 0,7 tot 1 meter lang en wegen circa 10 kg. In de meeste gevallen krijgt de Kaapse dolfijn elke 1 tot 3 jaar een nieuw kalf.

## Taxonomie
De wetenschappelijke naam van de soort werd in 1828 gepubliceerd door John Edward Gray. Het taxon werd echter tot 1994 door vrijwel geen enkele auteur als een aparte soort beschouwd maar hooguit als een ondersoort van de gewone dolfijn (Delphinus delphis). In 1994 publiceerden John E. Heyning en William F. Perrin de resultaten van genetisch en morfologisch onderzoek in populaties van de gewone dolfijn. Sarah E. Kingston en Patricia E. Rosel bevestigden in 2004 dat er volgens hen sprake was van twee verschillende soorten. Die opvatting werd door veel auteurs overgenomen. Later morfologisch en genetisch onderzoek bestrijdt daarentegen de claim dat het aparte soorten zouden zijn. Sinds 2016 beschouwt de Society for Marine Mammalogy Committee on Taxonomy de Kaapse dolfijn niet langer als een valide soort in het geslacht Delphinus. Het rekent alle beschreven soorten tot de gewone dolfijn (Delphinus delphis).
Van de Kaapse dolfijn wordt een ondersoort tropicalis onderscheiden waarvan sommige onderzoekers denken dat die ook de status van soort zou moeten hebben.

### Ondersoorten
- Delphinus capensis capensis: leeft in verschillende gebieden waarbij de subpopulaties van elkaar afgesneden lijken te zijn. Ze komen voor aan de kusten van het oosten van Zuid-Amerika, West-Afrika, het zuiden van Japan, het noorden van Taiwan, Korea, Zuid-Afrika, Peru, mogelijk China en van Centraal-Californië tot het zuiden van Mexico.
- Delphinus capensis tropicalis Van Bree, 1971: komt voor in de Indische en Stille Oceaan van ten minste de Rode Zee/Somalië langs de Perzische Golf en de Golf van Thailand tot het westen van Taiwan, het zuiden van China en tot Indonesië.

## Relatie met de mens
De Kaapse dolfijn wordt vaak gezien omdat hij vooral aan de kusten te vinden is. Ze zijn lawaaierig en speels, waardoor ze gemakkelijk opgemerkt worden.
Deze dolfijn wordt soms als bijvangst in haringnetten en sleepnetten gevangen, zoals in het zuiden van Californië, de Indische Oceaan, Chinese wateren en mogelijk Brazilië. Ze worden bejaagd in Japan, Mexico, Taiwan, Venezuela en Peru. Ze worden in Mexico en Peru bijvoorbeeld gevangen om later als aas te dienen. In Peru werden ze bejaagd om als voedsel voor mensen te dienen.